# Cerodontha triplicata
Cerodontha triplicata är en tvåvingeart som beskrevs av Spencer 1963. Cerodontha triplicata ingår i släktet Cerodontha och familjen minerarflugor. Inga underarter finns listade i Catalogue of Life.